# Samutaben
Samutaben ist ein osttimoresischer Ort im Suco Manapa (Verwaltungsamt Cailaco, Gemeinde Bobonaro). Er liegt in der Aldeia Tapomeak, auf einer Meereshöhe von 133 m, am Westufer des Bulobo. Der Bulobo ist ein Nebenfluss des Nunura. Er trennt die gesamte Aldeia Tapomeak vom restlichen Manapa ab, das am Ostufer liegt.
Samutaben breitet sich entlang der Überlandstraße von Maliana nach Hatolia Vila und deren Seitenstraßen aus. Hier befinden sich der Sitz des Sucos Manapa, eine Grundschule und eine Kapelle. Nach Norden führt eine Brücke über den Bulobo.

## Geschichte
Auch in Manapa kam es im Umfeld des osttimoresischen Unabhängigkeitsreferendums 1999 zu Gewalttaten.
Zwischen den 14. und 19. April zwangen indonesische Soldaten und Milizionäre die Einwohner von Manapa in ein Camp in der Aldeia Tapomeak zu gehen. Die meisten Männer waren zu diesem Zeitpunkt bereits aus Manapa geflohen. Am 18. April brannten Milizionäre in Samutaben Häuser von Unabhängigkeitsbefürwortern nieder.